# Великая ложа Ирландии
Великая ложа Ирландии (англ. Grand Lodge of Ireland) (ВЛИ) — вторая среди самых старых великих лож вольных каменщиков в мире, и самая старая из не прерывавших своё существование. Поскольку никаких конкретных записей её основания не существует, то фактической датой основания великой ложи считается 1725 год, а именно 26 июня. 24 июня произошло первое собрание вольных каменщиков Ирландии, для инсталляции первого великого мастера Великой ложи Ирландии — Ричарда Парсонса, 1-го графа Росс.
Под юрисдикцией Великой ложи Ирландии находятся 13 провинциальных великих лож, в которые входят все масонские ложи Ирландии, а также 12 провинций по всему миру.

## История
Существует немало свидетельств собраний масонских лож в Ирландии до XVIII века. Рассказ о леди-масон — Элизабет Олдуорт — датируется временем до появления великой ложи. Также есть исторические отсылки о проведении собраний вольных каменщиков в Дублине и о речи, произнесённой в Тринити-колледже в Дублине ещё в 1688 году. Старейшим артефактом масонского братства в Ирландии и одним из старейших масонских артефактов в мире является мост Баала, на котором есть дата — 1507 год. Во время реконструкции моста Баала в Лимерике в 1830 году была найдена латунная табличка, по-видимому, преднамеренно помещённая в фундамент старого моста. Запись на табличке гласит: Я буду стремиться жить с любовью и заботой, по уровню и наугольнику.
Согласно дублинскому еженедельнику, Ричард Парсонс, граф Росс, был избран первым великим мастером Великой ложи Ирландии 26 июня 1725 года. Первый офицерский состав состоял из шести мастеров и стражей, которые были из ложи «Джентльмены вольные каменщики». Статья в дублинском еженедельнике описывает историю первого собрания символических лож и первые выборы великого мастера. Так как более ранние ссылки до сих пор не найдены, то Великая ложа Ирландии считает датой своего основания 1725 год, что делает её второй из старейших сохранившихся великих лож в мире. По крайней мере, ещё в 1726 году была также старая великая ложа на юге, в Мюнстере, которая была поглощена Дублинской великой ложей в 1733 году.
Великая ложа Ирландии первая начала выдавать патенты масонским ложам в их нынешнем виде, и, в отличие от других великих лож, в Лондоне и Эдинбурге, у неё никогда не было никаких проблем в выдаче патентов путешествующим [странствующим] ложам. Таким образом, большинству масонских лож в британской армии, где бы они ни находились, была гарантирована защита конституцией ВЛИ. Путешествующие масонские ложи в британской армии и её колониях были преимущественно ирландскими. Так, в одном английском полку с патентом от ВЛИ была ложа, которая стала материнской для Масонства Принса Холла.
В Англии ирландские масоны создали конкурента Первой великой ложе Англии, в виде Древней великой ложи Англии, или просто «Древние». Великий секретарь «Древних», Лоуренс Дермотт, основывал свои правила на ирландских конституциях Спратта. Ритуал «Древних» был положен в основу ритуала «Эмулейшн», который явился объединительным ритуалом после примирения и объединения «Первой» и «Древней» великих лож в 1813 году.
Начало девятнадцатого века принесло серию неудач Великой ложе Ирландии. Спор в высших степенях привёл к расколу, в ходе которого от ВЛИ откололась Великая ложа Ольстера, которая работала отдельно в течение девяти лет, начиная с 1805 года. Ирландский голод вызвал беспорядки в 1823 году, в которых некоторые ложи стали центрами республиканской деятельности, и ирландское масонство было на короткое время запрещено (до 1825 года) правительством Ирландии. В 1826 году масонство подверглось папскому осуждению и энциклике «Quo Graviora». Многие масоны-католики находились под угрозой отлучения, и в результате были вынуждены подать в отставку.
В XVIII веке отдельные ложи проводили собрания в гостиницах, тавернах и кофейнях, а заседания великой ложи, как правило, проходили в общественных и артельных зданиях. В начале XIX века великая ложа начала постепенный выкуп зданий для своих нужд. Так, великая ложа в течение некоторого времени размещалась в доме № 19 по улице Доусон, в Дублине, месте, где располагается Ирландская королевская академия. С улицы Доусон великая ложа переехала в коммерческое здание на улицу Дам, а позднее, наряду с большинством дублинских лож, — в новый специально построенный Храм на улице Молсуорт. В 1869 году открылось специально построенное здание для ирландского масонства на улице Молсуорт, вмещавшее по-театральному украшенные помещения лож, библиотеку, музей, офисы и столовую.

## В метрополии
В Дублине находятся 37 масонских лож под юрисдикцией Великой ложи Ирландии.

## Великие мастера Великой ложи Ирландии
| Election | Name                                                              |
| -------- | ----------------------------------------------------------------- |
| 1725     | Richard Parsons, 1st Earl of Rosse                                |
| 1731     | James King, 4th Baron Kingston                                    |
| 1732     | Nicholas Netterville, 5th Viscount Netterville                    |
| 1733     | Henry Barnewall, 4th Viscount Kingsland                           |
| 1735     | James King, 4th Baron Kingston                                    |
| 1736     | Marcus Beresford, 1st Viscount Tyrone (later Earl of Tyrone)      |
| 1738     | William Stewart, 3rd Viscount Mountjoy                            |
| 1740     | Arthur St Leger, 3rd Viscount Doneraile                           |
| 1741     | Charles Moore, 2nd Baron Moore of Tullamore                       |
| 1743     | Thomas Southwell, 2nd Baron Southwell                             |
| 1744     | John Allen, 3rd Viscount Allen                                    |
| 1747     | Sir Marmaduke Wyvill, 6th Bt                                      |
| 1749     | Robert King, 1st Baron Kingsborough                               |
| 1751     | Lord George Sackville (later Viscount Sackville)                  |
| 1753     | Hon. Thomas George Southwell                                      |
| 1757     | Brinsley Butler, Lord Newtown-Butler                              |
| 1758     | Charles Moore, 6th Earl of Drogheda                               |
| 1760     | Charles Moore, 1st Earl of Charleville                            |
| 1761     | Sir Edward King, 5th Bt                                           |
| 1763     | Thomas Nugent, 6th Earl of Westmeath                              |
| 1767     | Ford Lambart, 5th Earl of Cavan                                   |
| 1769     | Edward King, 1st Earl of Kingston                                 |
| 1770     | William FitzGerald, Marquess of Kildare                           |
| 1772     | Randal MacDonnell, 1st Marquess of Antrim (1789 creation)         |
| 1774     | George Rochfort, 2nd Earl of Belvedere                            |
| 1776     | Garret Wesley, 1st Earl of Mornington                             |
| 1777     | William FitzGerald, 2nd Duke of Leinster                          |
| 1778     | Randal MacDonnell, 6th Earl of Antrim                             |
| 1782     | Richard Wellesley, 2nd Earl of Mornington                         |
| 1783     | Robert Deane, 1st Baron Muskerry                                  |
| 1785     | Arthur Hill, Viscount Kilwarlin                                   |
| 1787     | Francis Annesley, 2nd Viscount Glerawley (later Earl of Annesley) |
| 1789     | Richard Hely-Hutchinson, 1st Earl of Donoughmore                  |
| 1813     | Augustus FitzGerald, 3rd Duke of Leinster                         |
| 1874     | Гамильтон, Джеймс, 1-й герцог Аберкорн                            |
| 1886     | James Hamilton, 2nd Duke of Abercorn                              |
| 1913     | Richard Hely-Hutchinson, 6th Earl of Donoughmore                  |
| 1948     | Raymond Frederick Brooke                                          |
| 1964     | John Hely-Hutchinson, 7th Earl of Donoughmore                     |
| 1981     | Dermot Chichester, 7th Marquess of Donegall                       |
| 1992     | Darwin Herbert Templeton                                          |
| 2001     | Eric Noel Waller                                                  |
| 2006     | George Dunlop                                                     |
| 2014     | Douglas T. Grey                                                   |